# Саморано (сыр)

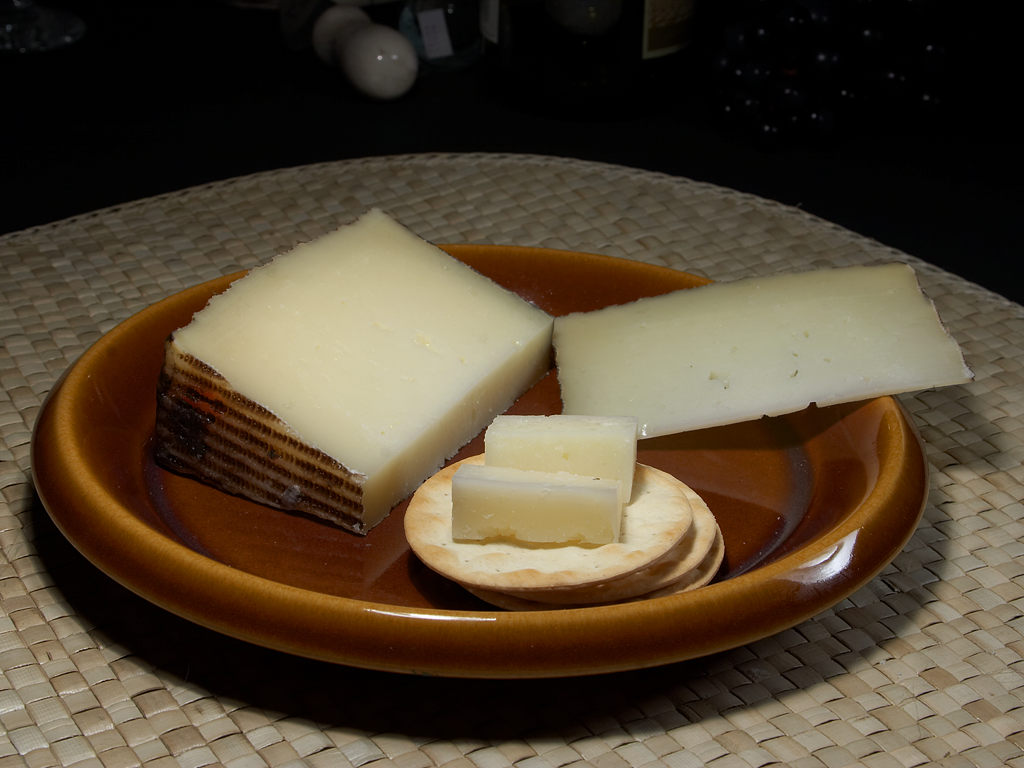
Сыр саморано

«Самора́но» (исп. Zamorano — «саморский») — испанский твёрдый сыр из пастеризованного овечьего молока из провинции Самора в Кастилии и Леоне. Сырная головка цилиндровой формы весом от 1,5 до 4 кг имеет ребристую корочку желтоватого или тёмно-серого цвета. Вкус — насыщенный, сливочный, кисловато-солёный, пикантный. Производится из цельного молока овец пород чурра и кастильская. Период созревания составляет не меньше 6 месяцев. Иногда для придания пряного вкуса в процессе изготовления дополнительно погружается в оливковое масло. Фермерский вариант изготавливается из сырого овечьего молока и имеет соответствующую маркировку.